# ウルトラジャンプ
『ウルトラジャンプ』（Ultra Jump）は、集英社が発行する日本の月刊青年向け漫画雑誌。

## 概要
1995年に『ヤングジャンプ超増刊ウルトラジャンプ』として発刊され、その後、隔月刊から月刊に変更された後、1999年に分離独立する形で創刊となった。発行日は毎月19日。略称は「UJ」。Web増刊として『ウルトラジャンプエッグ』が存在していた。
2009年度より巻末コメントが導入されている。

## 連載中の作品
以下、2025年7月17日（2025年8月号）現在連載中の作品。
| 作品名 | 作者（作画）         | 原作など                                                    | 開始号       | 備考                                 |
| --- | -------------------- | ----------------------------------------------------------- | ------------ | ------------------------------------ |
| 王国物語 | 中村明日美子         | －                                                          | 2017年05月号 | シリーズ連載                         |
| 只野工業高校の日常                                                                                                 | 小賀ちさと           | －                                                          | 2019年08月号 |                                      |
| ブラックナイトパレード                                                                                             | 中村光               | －                                                          | 2019年10月号 | 『週刊ヤングジャンプ』 より移籍      |
| 銀河英雄伝説 | 藤崎竜（漫画）       | 田中芳樹（原作）                                            | 2020年03月号 | 『週刊ヤングジャンプ』 より移籍      |
| ヴァルハラ・オティンティン館                                                                                       | 夕仁（漫画）         | 求嵐（原作） 萌木雄太（キャラクター原案）                   | 2020年10月号 |                                      |
| 岩元先輩ノ推薦 | 椎橋寛               | －                                                          | 2021年03月号 |                                      |
| 花は咲く、修羅の如く                                                                                               | むっしゅ（漫画）     | 武田綾乃（原作）                                            | 2021年07月号 |                                      |
| シェパードハウス・ホテル                                                                                           | はまぐり（作画）     | 森数機（原作）                                              | 2022年12月号 |                                      |
| The JOJOLands | 荒木飛呂彦           | －                                                          | 2023年03月号 |                                      |
| 魔法少女201 | むちゃ               | －                                                          | 2023年11月号 |                                      |
| ラブライブ!flowers* -蓮ノ空女学院スクールアイドルクラブ-                                                           | つむみ（漫画）       | 矢立肇（原作） 公野櫻子（原案） 田中天（制作協力）          | 2023年12月号 |                                      |
| 女装男子はスカートを脱ぎたい!                                                                                      | しなぎれ             | －                                                          | 2024年01月号 |                                      |
| ベイク・ベイク・ベイク                                                                                             | 吉近イチ             | －                                                          | 2024年05月号 |                                      |
| いとこのお姉ちゃんに甘えちゃう？                                                                                   | 五十嵐恭平           | －                                                          | 2024年06月号 |                                      |
| 転生アラサー女子の異世改活 政略結婚は嫌なので、雑学知識で楽しい改革ライフを決行しちゃいます！                      | 日野彰（漫画）       | 清水ゆりか（HJノベルス）（原作） すざく（キャラクター原案） | 2024年06月号 |                                      |
| 吉原の描き虫 | 風茂吹也（作画）     | 大浜カナタ（原作）                                          | 2024年07月号 |                                      |
| 天草四郎は救いたい                                                                                                 | りさ湊               | －                                                          | 2024年07月号 |                                      |
| ルッカリエの変わり者                                                                                               | 上野綺士             | －                                                          | 2024年08月号 |                                      |
| 愛だとか復讐だとか                                                                                                 | 紘井ミチキ           | －                                                          | 2024年09月号 |                                      |
| ベイビー車中ハッカーズ                                                                                             | たびれこ             | －                                                          | 2024年09月号 |                                      |
| 魔法少女ホロウィッチ!                                                                                              | 伊藤星一（漫画）     | カバー株式会社（原作） 紫藤ケイ（脚本）                     | 2024年10月号 |                                      |
| バグエゴ | 設楽清人（作画）     | ONE（原作）                                                 | 2024年11月号 | 『ヤングジャンプダイイチワ』より移籍 |
| ヒト科のゆいか | にことがめ           | －                                                          | 2024年12月号 |                                      |
| 社畜テイマー、可愛いスライムのおかげで無自覚なまま無双する〜うっかり国内トップの配信に映り込んで最強がバレました〜 | 染井惣介（漫画）     | すかふぁーむ（原作）                                        | 2025年02月号 |                                      |
| 月刊トリレンマ | タチバナロク（作画） | 橿原まどか（原作）                                          | 2025年03月号 |                                      |
| ミナミザスーパーエボリューション                                                                                   | 三都慎司             | －                                                          | 2025年04月号 |                                      |
| こんづくし | 森長あやみ           | －                                                          | 2025年05月号 |                                      |

### 休載中
| 作品名                   | 作者（作画）     | 原作など              | 開始号       | 備考                         |
| ------------------------ | ---------------- | --------------------- | ------------ | ---------------------------- |
| BASTARD!! -暗黒の破壊神- | 萩原一至         | －                    | 2001年01月号 | 『週刊少年ジャンプ』より移籍 |
| DOGS / BULLETS & CARNAGE | 三輪士郎         | －                    | 2005年07月号 |                              |
| GRANDEEK ReeL            | 桜瀬琥姫         | －                    | 2005年12月号 |                              |
| ユンボル -JUMBOR-        | 武井宏之         | 御上裕真（設定協力）  | 2010年08月号 |                              |
| Moira                    | 桂遊生丸（漫画） | Sound Horizon（原曲） | 2016年01月号 |                              |

## 連載の終了 または長期中断した主な作品

### あ行
- 逢沢小春は死に急ぐ（胡原おみ）
- OUTLAW STAR（伊東岳彦）
- 蒼のサンクトゥス（やまむらはじめ）
- アガルタ（松本嵩春）
- アキカン!（原作：藍上陸、イラスト：鈴平ひろ、漫画：宮野桃太郎）
- 水中騎士（木城ゆきと）休載中
- アサシンズプライド（原作：天城ケイ、漫画：加藤よし江、キャラクター原案：ニノモノニノ）
- 新しいきみへ（三都慎司）
- アド・アストラ -スキピオとハンニバル-（カガノミハチ）
- アニマ・カル・リブス（朴晟佑）
- あの世のタスク（子新唯一）
- ABARA（弐瓶勉）
- アラハバキ（六道神士）
- アリアドネの冠（島崎麻里）
- アリスさんちの囲炉裏端（キナミブンタ）
- IT（唯登詩樹）
- R.O.D -READ OR DIE-（作：倉田英之、画：山田秋太郎）
- R.O.D -READ OR DREAM-（作：倉田英之、画：綾永らん）
- in THE ROOM（安田剛助） - 短期集中連載
- EE（まつもと泉）
- いいゆだね!（秋本治） - シリーズ連載
- ウサギ目社畜科（藤沢カミヤ）
- 宇宙英雄物語（伊東岳彦）
- 宇宙パトロールルル子（原作：TRIGGER・今石洋之、漫画：南北） - 短期集中連載
- 英雄教室（原作：新木伸、漫画：水口鷹志）
- EX-ARM Another Code エクスアーム アナザーコード（原作：久麻當郎、漫画：古味慎也）
- エンジェルノート（こやま基夫）
- オオカミライズ （伊藤悠）
- お義母さんスイッチ（櫻太助）
- オメガJ（小林源文）
- 面影丸（伊藤悠）

### か行
- 快傑蒸気探偵団（麻宮騎亜） - 『月刊少年ジャンプ』より移籍
- 怪獣のテイル（F4U） - 『ウルトラジャンプエッグ』より移籍
- かがみの孤城（原作：辻村深月、漫画：武富智）
- かごめかごめ（唯登詩樹）
- 火星人刑事（安永航一郎）
- 傀儡戲-カーレイヒ-（高橋明）
- 怪人ようちえん -monster's kindergarten-（新貝田鉄也郎）
- 片喰と黄金（北野詠一） - 『コミックDAYS』へ移籍
- 寡黙の刻（よしのひろみち）
- 銃夢 LastOrder（木城ゆきと） - 講談社刊『イブニング』に移籍
- ぎんぎつね（落合さより）
- Q［クー］（シヒラ竜也）
- CLOTH ROAD（脚本：倉田英之、漫画：okama）
- 黒田さんと片桐さん（nini） - Webと同時連載
- 劇画 唄う六人の女（原作：石橋義正、漫画：ヤマサキリョウ、監修：「唄う六人の女」製作委員会）
- ケムリクサ わかばメモ（たつき）
- 源氏物語（原作：紫式部、漫画：江川達也） - 『MANGAオールマン』より移籍
- 恋は光（秋★枝）
- 恋は忍耐（川西ノブヒロ）
- 皇国の守護者（作：佐藤大輔、画：伊藤悠）
- GO GO★HEAVEN（ヒロモト森一）
- コネクト（鈴木マナツ）

### さ行
- 最終シスター四方木田（イラ姫）
- サムライガン月光（熊谷カズヒロ）
- 西遊奇伝 大猿王（寺田克也）
- 少女探偵 金田はじめの事件簿（あさりよしとお）
- STREGA!（米村孝一郎）
- 三銃士事件帖（介錯）
- 不死者あぎと（なるしまゆり）
- シャドークロス（スガワラエスコ） - 『週刊ヤングジャンプ』より移籍
- ジョジョの奇妙な冒険クレイジー・Dの悪霊的失恋（原作：上遠野浩平、漫画：カラスマタスク、Original Concept：荒木飛呂彦）
- ジョジョの奇妙な冒険 Part8 ジョジョリオン（荒木飛呂彦） - 「ジョジョの奇妙な冒険」シリーズの続編
- 終末のハーレム ファンタジア（原作：LINK、漫画：SAVAN）- 『少年ジャンプ+』と並行連載後、完全移籍
- 終末のハーレム ファンタジア学園（原作：LINK & SAVAN、漫画：安藤岡田）- 『少年ジャンプ+』と並行連載後、完全移籍
- STEINS;GATE 哀心迷図のバベル（原作：5pb.×ニトロプラス、漫画：成家慎一郎）
  - STEINS;GATE 無限遠点のアークライト（原作：5pb.×ニトロプラス、漫画：成家慎一郎）
- シュメール星人（ツナミノユウ） - 『ウルトラジャンプエッグ』と同時連載
- しらずの遭難星（瀬野反人）
- シンエンレジスト CURE（原作：オルトプラス/SCBIZ、脚本：山本カズヨシ、漫画：成家慎一郎） - 『少年ジャンプ+』と並行連載
- スーサイドガール（中山敦支）※第一部完[3]
- 健やかなるときも賭けるときも（原作：ガクキリオ、漫画：野口こゆり）
- スティール・ボール・ラン（ジョジョの奇妙な冒険 Part7）（荒木飛呂彦） - 『週刊少年ジャンプ』より移籍
- selector infected WIXOSS -peeping analyze-（原作：LRIG、漫画：鈴木マナツ、ストーリー原案：岡田麿里）
- selector infected WIXOSS〜まゆのおへや〜（原作：LRIG、漫画：nini）
- 全部君のせいだ（merryhachi）
- そこで星屑見上げてろ（奥悠）
- ゾンビランドサガ外伝 ザ・ファースト・ゾンビィ（原作：広報公聴課ゾンビ係、漫画：深川可純）

### た行
- タケルヒメ（細野不二彦）
- 惰性67パーセント（紙魚丸）
- タトゥーン★マスター（矢也晶久） - 『週刊ヤングジャンプ』より移籍
- たぬきときつねと里暮らし（くみちょう）
- 誰も知らない 〜子不語〜（夏達）
- 長歌行（夏達）
- 月色のインベーダー（山野藍）
- つきロボ（中平正彦）
- TAIL STAR（okama）
- テラフォーマーズ外伝 RAIN HARD（原案：貴家悠＆橘賢一、漫画：木村聡）
- 天獄 -HEAVEN'S PRISON-（うたたねひろゆき）
- 天上天下（大暮維人）
- 電波的な彼女（原作：片山憲太郎、作画：平岡滉史、コンテ構成：降矢大輔、キャラクター原案：山本ヤマト）
- トバクニ〜賭博國〜（原作：邪魔リキ、作画：平岡滉史）
- ℃りけい。（原案・脚本：青木潤太朗、作画：わだぺん。） - Web（以前はウルトラジャンプエッグ）と同時連載

### な行
- 忍空 -SECOND STAGE 干支忍編-（桐山光侍） - 『週刊少年ジャンプ』より移籍
- NEEDLESS（今井神）
- ぬきたし -抜きゲーみたいな島に住んでるわたしはどうすりゃいいですか?-（原作：Qruppo、漫画：まめおじたん）
- ぬらりひょんの孫〜陰〜（椎橋寛）
- ノー・ガンズ・ライフ（カラスマタスク）

### は行
- HEART SUGAR TOWN（桜瀬琥姫）
- バイオーグ・トリニティ（大暮維人、舞城王太郎）
- BIOMEGA（弐瓶勉） - 講談社刊『週刊ヤングマガジン』より移籍
- 破壊魔定光（中平正彦）
- 初恋マジカルブリッツ（原作：あすか正太、漫画：天広直人）
- Happy World!（竹下堅次朗）
- はやて×ブレード（林家志弦） - アスキー・メディアワークス刊『月刊コミック電撃大王』より移籍
  - はやて×ブレード2（林家志弦）
- HELLO WORLD（漫画：鈴木マナツ×曽野由大、原作：映画「HELLO WORLD」） - 『少年ジャンプ+』と並行連載
- PEACE MAKER（皆川亮二）
- VTuberはママならない!（あずまたま）
- フォーチュン（紅林直）
- 福神町綺譚（藤原カムイ）
- ぷちモン（七瀬葵）
- プロレス協奏曲（ニコラ・ド・クレシー、翻訳：原正人）
- 兵器少女（千田浩之）
- BWH（花見沢Q太郎）
- HELLS ANGELS（ヒロモト森一）
- 冒険どきの私達伝説（花見沢Q太郎）
- ボーダーワールド -碧落のTAO-（木村聡）
- 僕と君の間に（鈴木央）
- ボクのふたつの翼（唯登詩樹）
- ボクらは魔法少年（福島鉄平） - 『となりのヤングジャンプ』と並行連載
- ホロックスみーてぃんぐ！〜holoX MEETing!〜（漫画：おかだアンミツ、原作：カバー株式会社、脚本：合同会社オムカレー）

### ま行
- 魔王様ちょっとそれとって!!（春野友矢） - 『ミラクルジャンプ』より移籍
- 禍つ罠師の勇者狩り（わだぺん。）
- 瞬きより迅く!!（ふなつかずき）
- 魔法少女には向かない職業（漫画：片山陽介、原作：斜線堂有紀）
- 魔法少女猫たると（介錯）
- みーちゃんは飼われたい（高瀬わか）
- みがわりアクシデンツ（あろひろし）
- みずかの〜water girls in sparkle〜（原作：生瓶鵜義、作画：伸びた髪）
- 水島さんと触れ合いたい（おたき）
- みにくいカエルの娘（漫画：小林嵩人、脚本：八蔦生人）
- MOON EDGE（高野真之）
- メビウスギア（原作：井上敏樹、漫画：六道神士）
- メランコリア（道満晴明）
- もののがたり（オニグンソウ） - 『ミラクルジャンプ』
より移籍
- ももいろアーメット（てりてりお）

### や・ら・わ行
- 痩せたいさんと失恋ちゃん（原作：安田剛助、漫画：文尾文） - 不定期連載
- 百合に挟まれて、エスパー！（鬼龍駿河）
- 夜嵐にわらう（筒井いつき）
- 黄泉比良坂レジデンス（川西ノブヒロ）
- RIOT（士貴智志）
- La Vie en Doll（井上淳哉） - 『ジャンプ改』より移籍
- リモデリング:R（原作：大野将磨、作画：平岡滉史）
- ラパス・テーマパーク（成家慎一郎）
- リトルウィッチアカデミア（原作：TRIGGER、漫画：てりてりお） - 短期集中連載
- 竜と勇者と配達人（グレゴリウス山田） 『となりのヤングジャンプ』と並行連載、本誌→Web連載
- ルートサーティスリー〜ROUTE33〜（ランドルフ）
- 琉伽といた夏（外薗昌也）
- RWBY（原作：Monty Oum & Rooster Teeth Productions、漫画：三輪士郎）
- レディ&オールドマン（オノ・ナツメ）
- Levius/est（中田春彌） - 『Levius -レビウス-』の続編
- ローゼンメイデン0 -ゼロ-（PEACH-PIT） - 「ローゼンメイデン」シリーズの続編
- Lostorage incited WIXOSS〜必殺♡オーネスト〜（原作：LRIG、漫画：nini） - 短期集中連載
- ROBOTICS;NOTES REVIVAL LEGACY（原作：5pb. 漫画：シヒラ竜也）
- Roman（原作：Sound Horizon、漫画：桂遊生丸）
- わいるど☆ぴっち（まりお金田）

### Web連載
- キン肉マンレディー（小川雅史） - 『ウルトラジャンプエッグ』より移籍
- くろまん（F4U） - 『ウルトラジャンプエッグ』より移籍
- 恋愛視角化現象（秋★枝） -　『ウルトラジャンプエッグ』より移籍

## 映像化作品

### アニメ化
| 作品                 | 放送年          | アニメーション制作 | 備考    |
| -------------------- | --------------- | ------------------ | ------- |
| 快傑蒸気探偵団       | 1998年-1999年   | XEBEC              |         |
| 破壊魔定光           | 2001年          | スタジオディーン   |         |
| 魔法少女猫たると     | 2001年          | TNK マッドハウス   |         |
| 天上天下             | 2004年          | マッドハウス       | OVAあり |
| NEEDLESS             | 2009年          | マッドハウス       |         |
| ぎんぎつね           | 2013年          | diomedéa           |         |
| ノー・ガンズ・ライフ | 2019年（第1期） | マッドハウス       |         |
| ノー・ガンズ・ライフ | 2020年（第2期） | マッドハウス       |         |
| もののがたり         | 2023年          | BN Pictures        |         |
| 花は咲く、修羅の如く | 2025年          | スタジオバインド   |         |

| 作品         | 公開年 | アニメーション制作 | 備考 |
| ------------ | ------ | ------------------ | ---- |
| HELLS ANGELS | 2008年 | マッドハウス       |      |

| 作品                 | 発売年        | アニメーション制作 | 備考 |
| -------------------- | ------------- | ------------------ | ---- |
| タトゥーン★マスター  | 1996年        | AIC                |      |
| Happy World!         | 2002年-2003年 | ゼクシズ           |      |
| DOGS/BULLETS&CARNAGE | 2009年        | david production   |      |

| 作品                     | 配信年 | アニメーション制作     | 備考 |
| ------------------------ | ------ | ---------------------- | ---- |
| Levius/est               | 2019年 | ポリゴン・ピクチュアズ |      |
| BASTARD!! -暗黒の破壊神- | 2022年 | ライデンフィルム       |      |

『BASTARD!! -暗黒の破壊神-』のOVA化は本誌移籍前である。

### 実写化
| 作品                   | 放送年 | 制作       | 備考 |
| ---------------------- | ------ | ---------- | ---- |
| アリスさんちの囲炉裏端 | 2025年 | キャンター |      |

| 作品                    | 公開年 | 監督     | 配給                                    | 備考 |
| ----------------------- | ------ | -------- | --------------------------------------- | ---- |
| 恋は光                  | 2022年 | 小林啓一 | ハピネットファントム・スタジオ KADOKAWA |      |
| ブラックナイトパレード  | 2022年 | 福田雄一 | 東宝                                    |      |
| 岸辺露伴 ルーヴルへ行く | 2023年 | 渡辺一貴 | アスミック・エース                      |      |

## 発行部数
- 2004年（2003年9月 - 2004年8月） 72,000部[4]
- 2005年（2004年9月 - 2005年8月） 72,000部[4]
- 2006年（2005年9月 - 2006年8月） 72,000部[4]
- 2007年（2006年9月 - 2007年8月） 71,916部[4]
- 2008年（2007年10月 - 2008年9月） 72,000部[4]

|        | 1〜3月    | 4〜6月    | 7〜9月    | 10〜12月  |
| ------ | --------- | --------- | --------- | --------- |
| 2008年 |           | 72,000 部 | 72,000 部 | 72,000 部 |
| 2009年 | 71,334 部 | 70,000 部 | 70,000 部 | 70,000 部 |
| 2010年 | 78,000 部 | 76,667 部 | 68,334 部 | 64,000 部 |
| 2011年 | 61,334 部 | 75,000 部 | 62,667 部 | 63,000 部 |
| 2012年 | 63,000 部 | 60,000 部 | 58,334 部 | 66,667 部 |
| 2013年 | 60,334 部 | 59,000 部 | 55,000 部 | 57,334 部 |
| 2014年 | 57,334 部 | 60,000 部 | 54,334 部 | 52,667 部 |
| 2015年 | 60,000 部 | 51,000 部 | 48,667 部 | 48,000 部 |
| 2016年 | 46,000 部 | 45,000 部 | 43,000 部 | 41,667 部 |
| 2017年 | 41,000 部 | 40,333 部 | 40,000 部 | 39,333 部 |
| 2018年 | 39,667 部 | 38,667 部 | 33,667 部 | 33,667 部 |
| 2019年 | 30,667 部 | 30,000 部 | 26,667 部 | 23,333 部 |
| 2020年 | 20,000 部 | 20,000 部 | 20,000 部 | 20,000 部 |
| 2021年 | 19,000 部 | 20,133 部 | 23,667 部 | 19,333 部 |
| 2022年 | 19,333 部 | 31,667 部 | 17,667 部 | 16,333 部 |
| 2023年 | 54,333 部 | 40,000 部 | 31,000 部 | 26,000 部 |
| 2024年 | 25,000 部 | 23,000 部 | 22,000 部 | 19,000 部 |
| 2025年 | 20,000 部 | 19,333 部 |           |           |

## 主催賞
ウルトラコミック大賞
ウルトラコミック大賞として、毎月10日締切の月例賞を設けている。「ストーリー部門」「ショート部門」「ネーム部門」があり、資格制限はなく、商業媒体未発表のオリジナル作品であれば応募可能である。
ウルトラ3大漫画賞
2024年1月、新たに「ウルトラ3大漫画賞」を創設。テーマやページ数を問わない「マンガ大賞」、バトルをテーマとした「バトル大賞」、「課題ネーム4ページ分の作画を通し、評価基準を「画力」に絞った作品」が選出される「作画大賞」の3部門がある。「バトル大賞」の審査員は有名な作家を起用し、第1回は荒木飛呂彦、第2回は椎橋寛、第3回は鈴木央、第4回は貴家悠が務める。「ウルトラダイヤモンド漫画家オーディション」では作者の発掘を目的とする。